# 내장통
내장통은 흉부, 골반, 복부 내장(장기)의 통각수용기의 활성화로 인해 발생하는 통증이다. 내장 구조는 팽창(신장), 허혈 및 염증에 매우 민감하지만 일반적으로 절단 또는 작열감과 같은 통증을 유발하는 다른 자극에는 상대적으로 둔감하다. 내장 통증은 광범위하고 국소화하기 어렵고 종종 멀리 떨어져 있는, 대개 표면적인 구조로 나타난다. 메스꺼움, 구토, 활력징후의 변화, 정서적 발현 등의 증상이 동반될 수 있다. 통증은 아프고, 깊고, 쥐어짜고, 둔한 것으로 묘사될 수 있다.

## 같이 보기
- 연관통
- 일반내장들신경섬유